# Vauxhall Cavalier
Vauxhall Cavalier – samochód osobowy klasy średniej produkowany pod brytyjską marką Vauxhall w latach 1975 – 1995.

## Pierwsza generacja

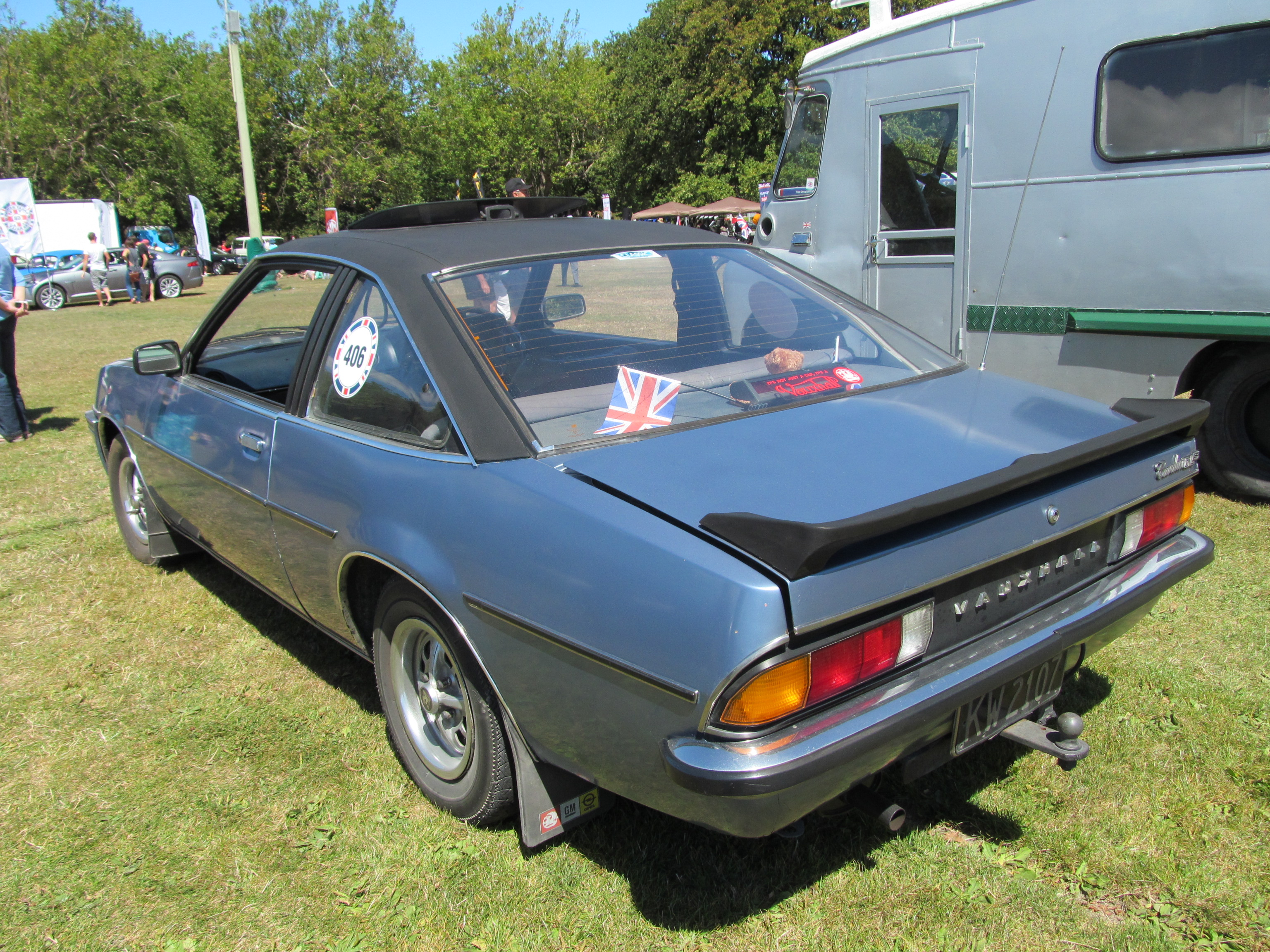
Vauxhall Cavalier I Coupe - tył

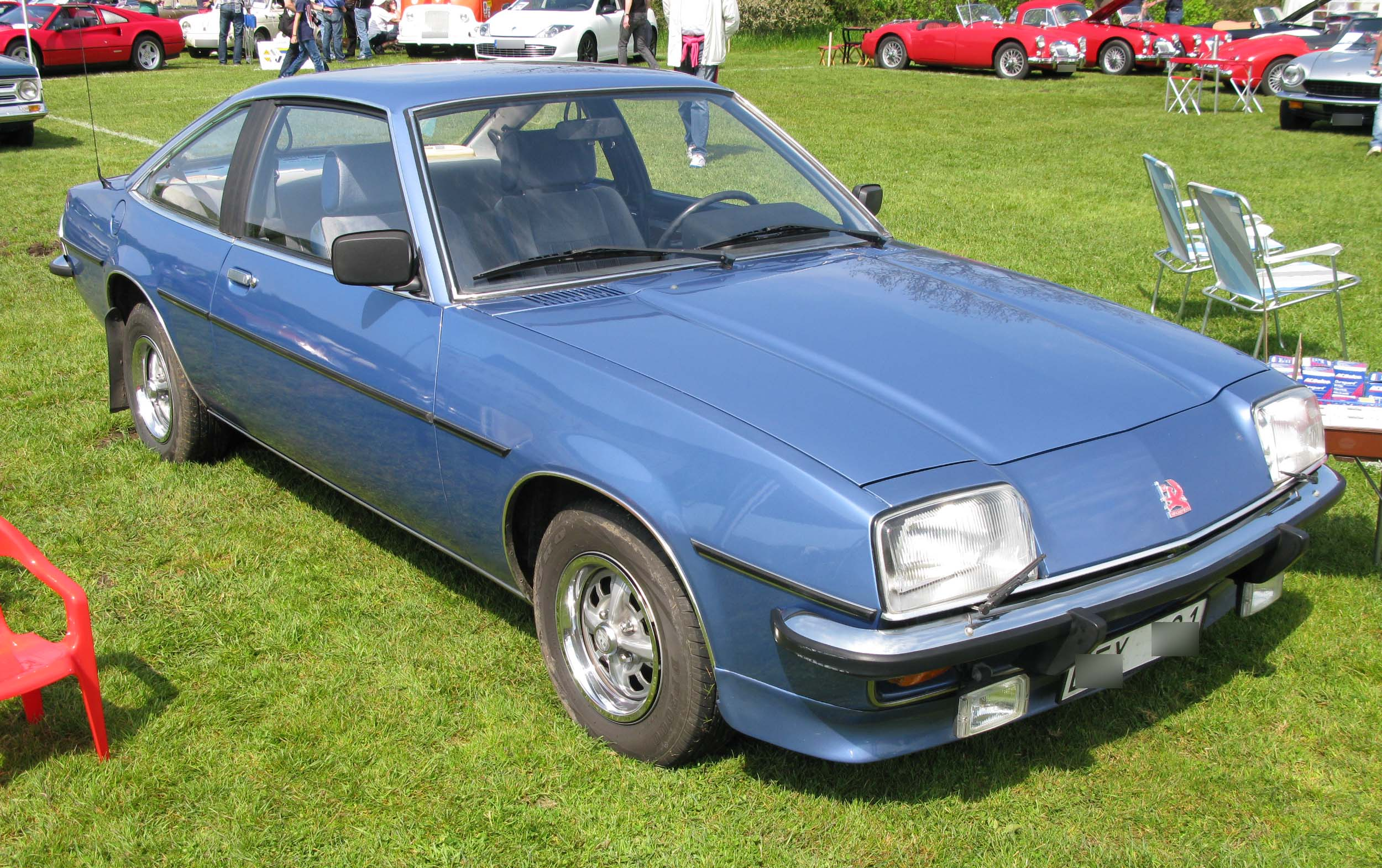
Vauxhall Cavalier I Coupe

Vauxhall Cavalier I został zaprezentowany po raz pierwszy w 1975 roku.
Model pojawił się w ofercie Vauxhalla jako nowy, średniej wielkości model zastępujący dotychczasową linię Victor, a także Firenza, którego zastąpiła odmiana fastback.
Pierwsza generacja Cavaliera była zarazem jedyną, która zachowała unikalną stylistykę względem oferowanego w kontynentalnej Europie modelu marki Opel. Pas przedni wyróżniał się kanciastymi, dużymi reflektorami i umieszczonym w zderzaku wlotem powietrza.

### Południowa Afryka
Identycznym pojazdem względem oferowanego na Wyspach Brytyjskich Vauxhalla Cavaliera pierwszej generacji, był produkowany lokalnie w Południowej Afryce pod marką Chevrolet model Chevrolet Chevair. Samochód oferowany był tam do 1983 roku, po czym wyparł go Opel Ascona

### Silniki
- L4 1.2l OHV
- L4 1.6l Opel
- L4 1.8l Opel
- L4 2.0l Opel

## Druga generacja

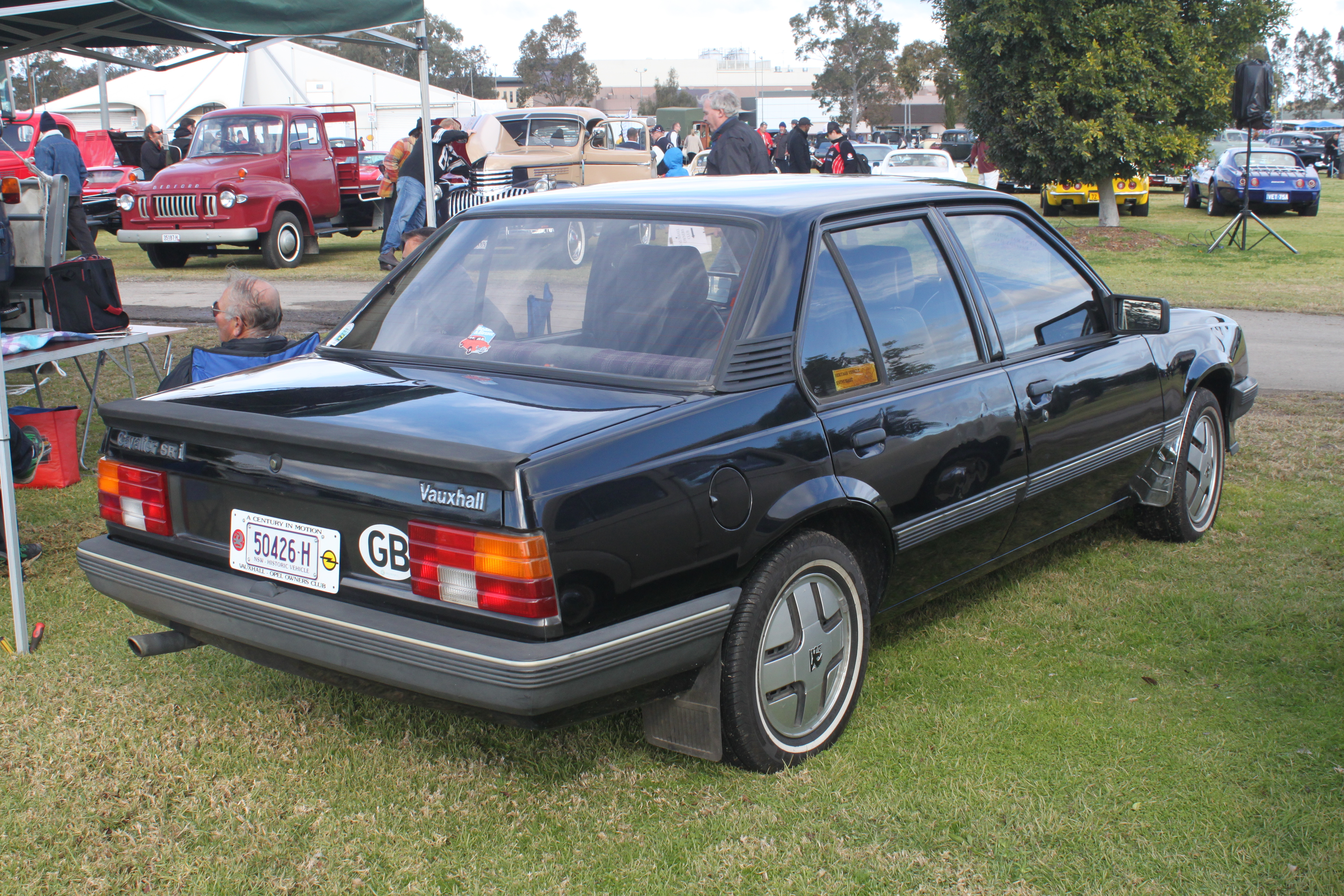
Vauxhall Cavalier II - tył

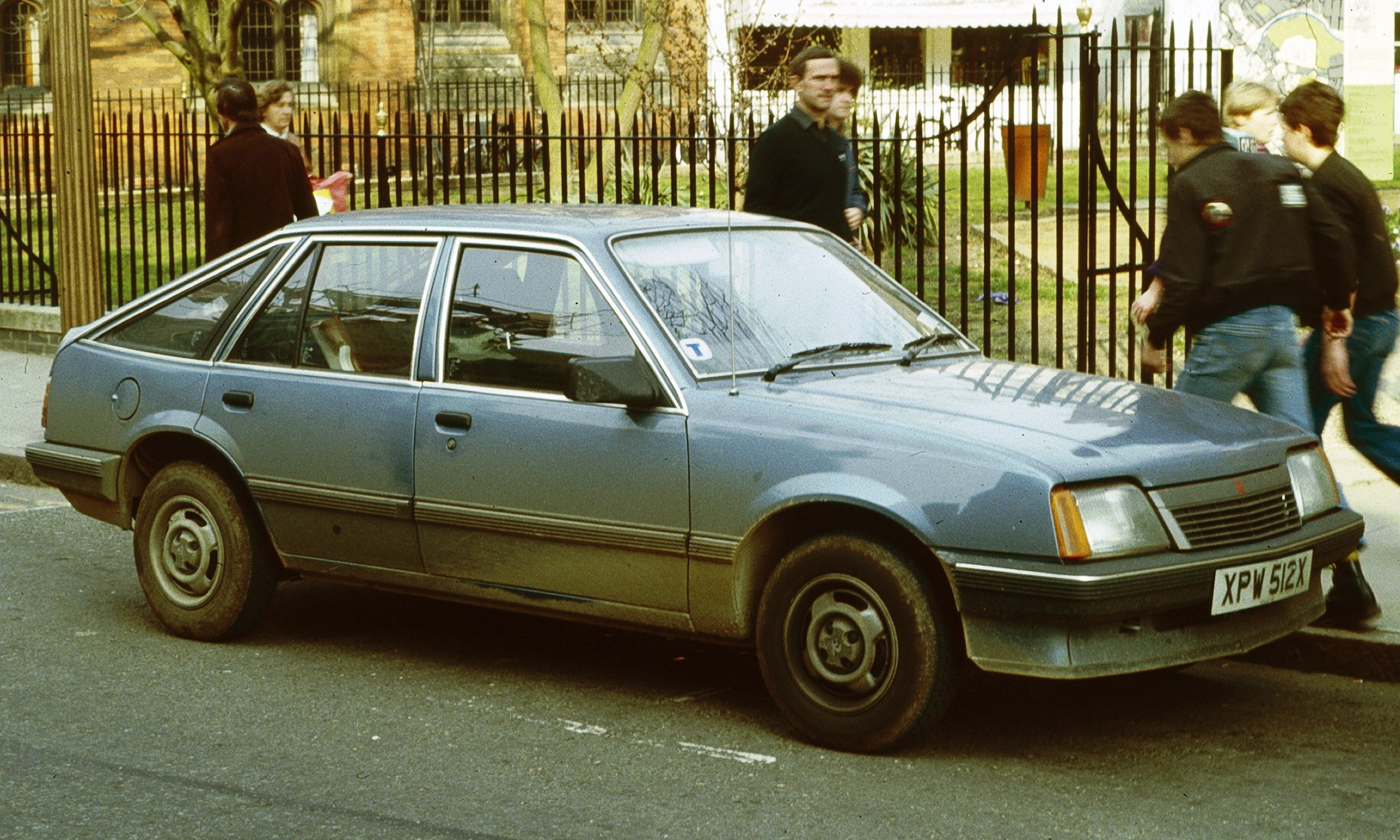
Vauxhall Cavalier II Liftback

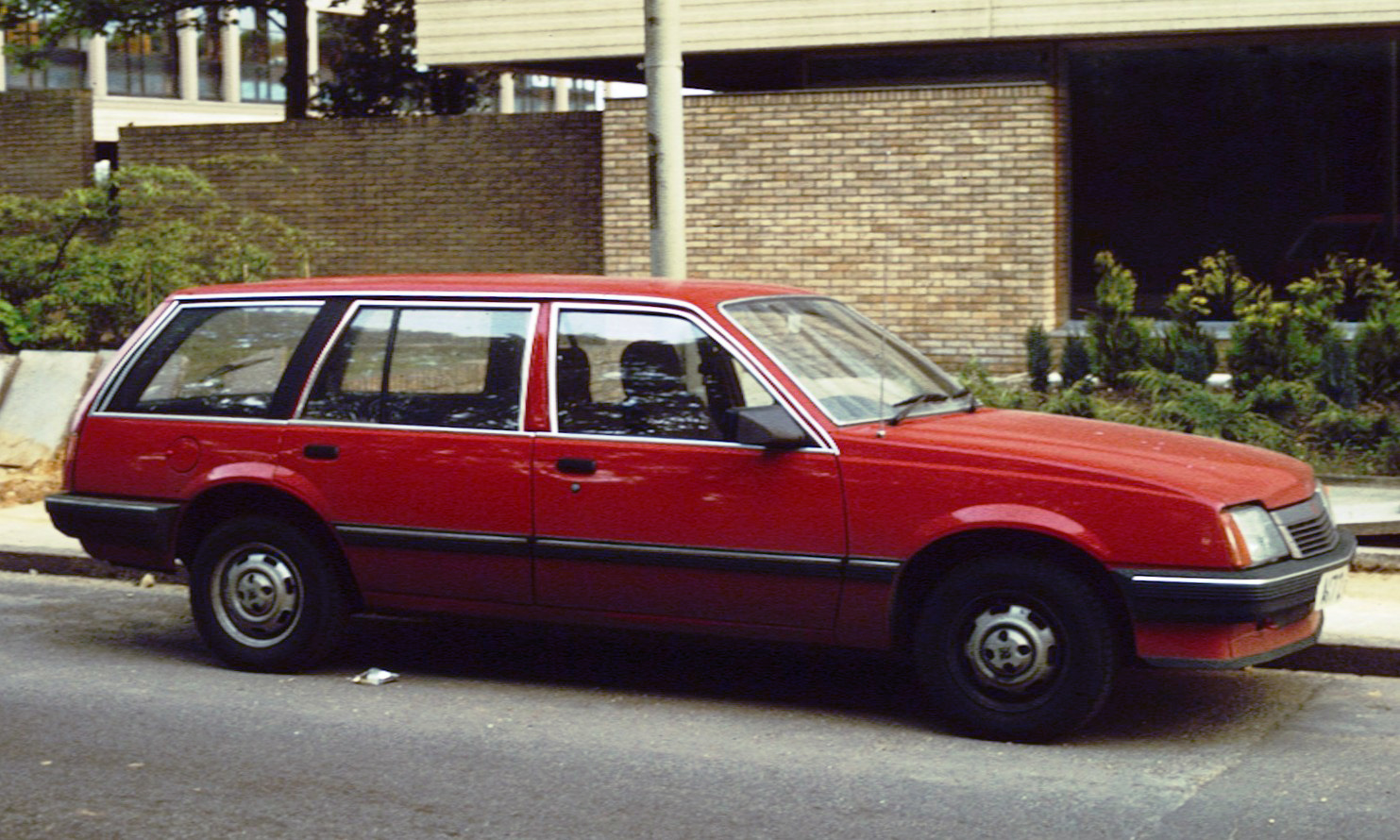
Vauxhall Cavalier II Kombi

Vauxhall Cavalier II został zaprezentowany po raz pierwszy w 1981 roku.
W przeciwieństwie do poprzednika, druga generacja Cavaliera przyjęła identyczną stylistykę w porównaniu do kontynentalnego odpowiednika, Opla Ascony.
Samochód powstał na globalnej platformie J-body koncernu General Motors, którą wykorzystano do skonstruowania 10 różnych pojazdów oferowanych pod wieloma markami zarówno w Europie, jak i Azji, Australii, Ameryce Północnej i Ameryce Południowej.
Samochód wyróżniał się kanciastą sylwetką, z dużymi prostokątnymi reflektorami i lampami, a także obszerną plastikową atrapą chłodnicy umieszczoną między oświetleniem.
To, co odróżniało Cavaliera drugiej generacji od odpowiednika ze znaczkiem Opla, to znacznie obszerniejsza gama nadwoziowa. Poza 2 i 4-drzwiowym sedanem i 5-drzwiowym liftbackiem, samochód oferowany był także jako 2-drzwiowy kabriolet, a także nieznane w innych regionach Europy kombi oparte na australijskim Holdenie Camira.

### Silniki
- L4 1.2l OHV
- L4 1.6l Opel
- L4 1.8l Opel
- L4 2.0l Opel

## Trzecia generacja

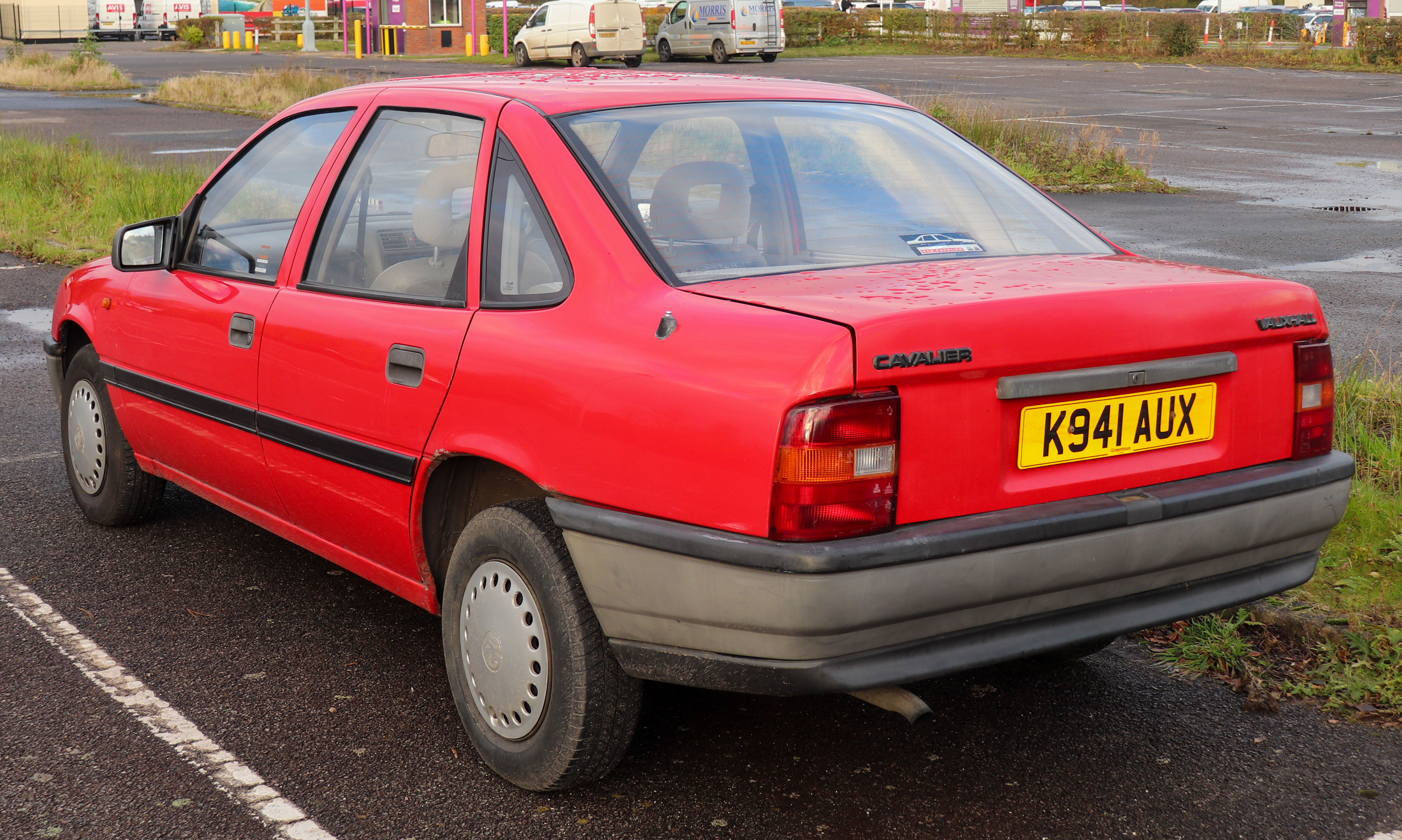
Vauxhall Cavalier III - tył

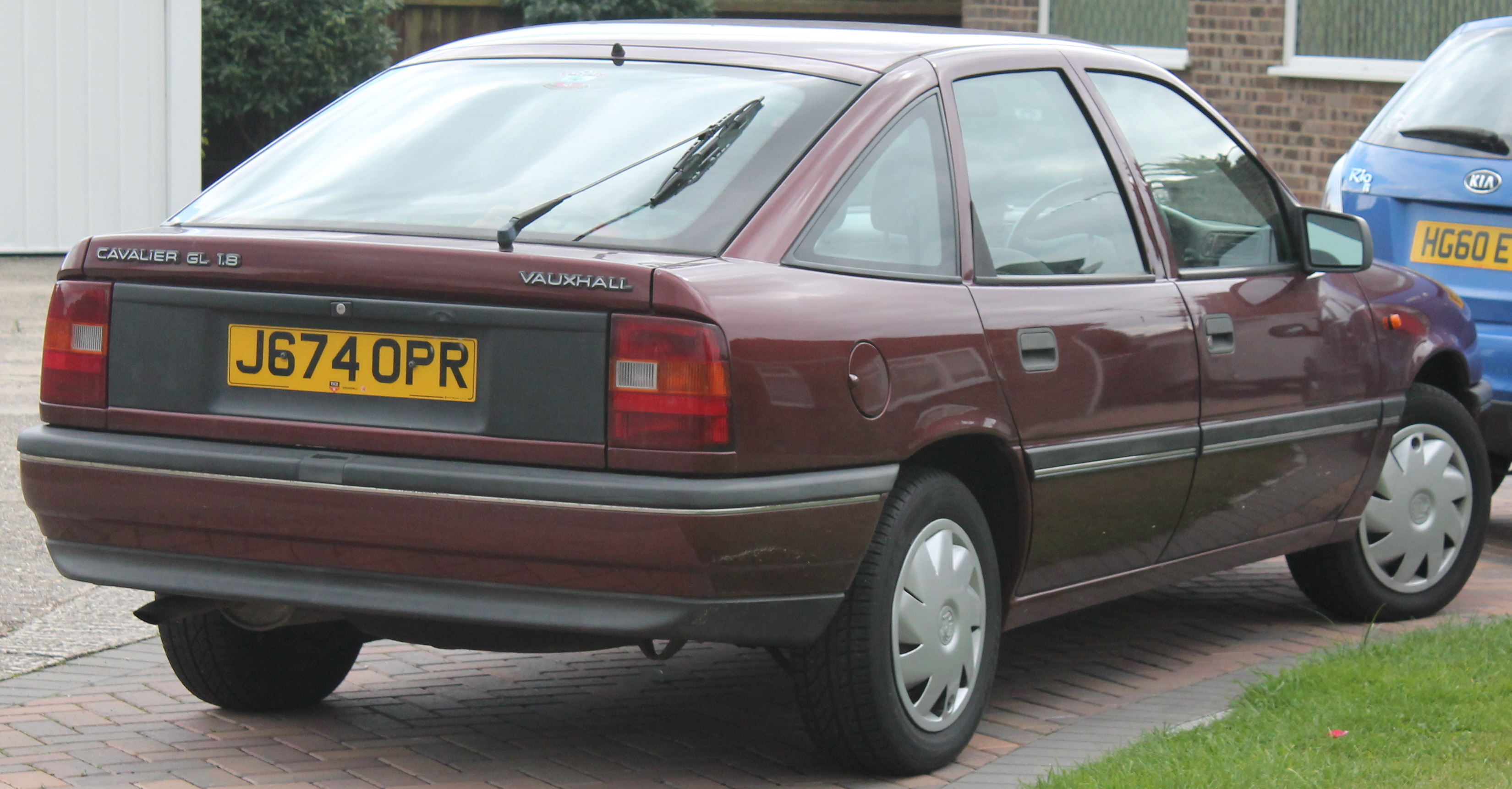
Vauxhall Cavalier II Liftback

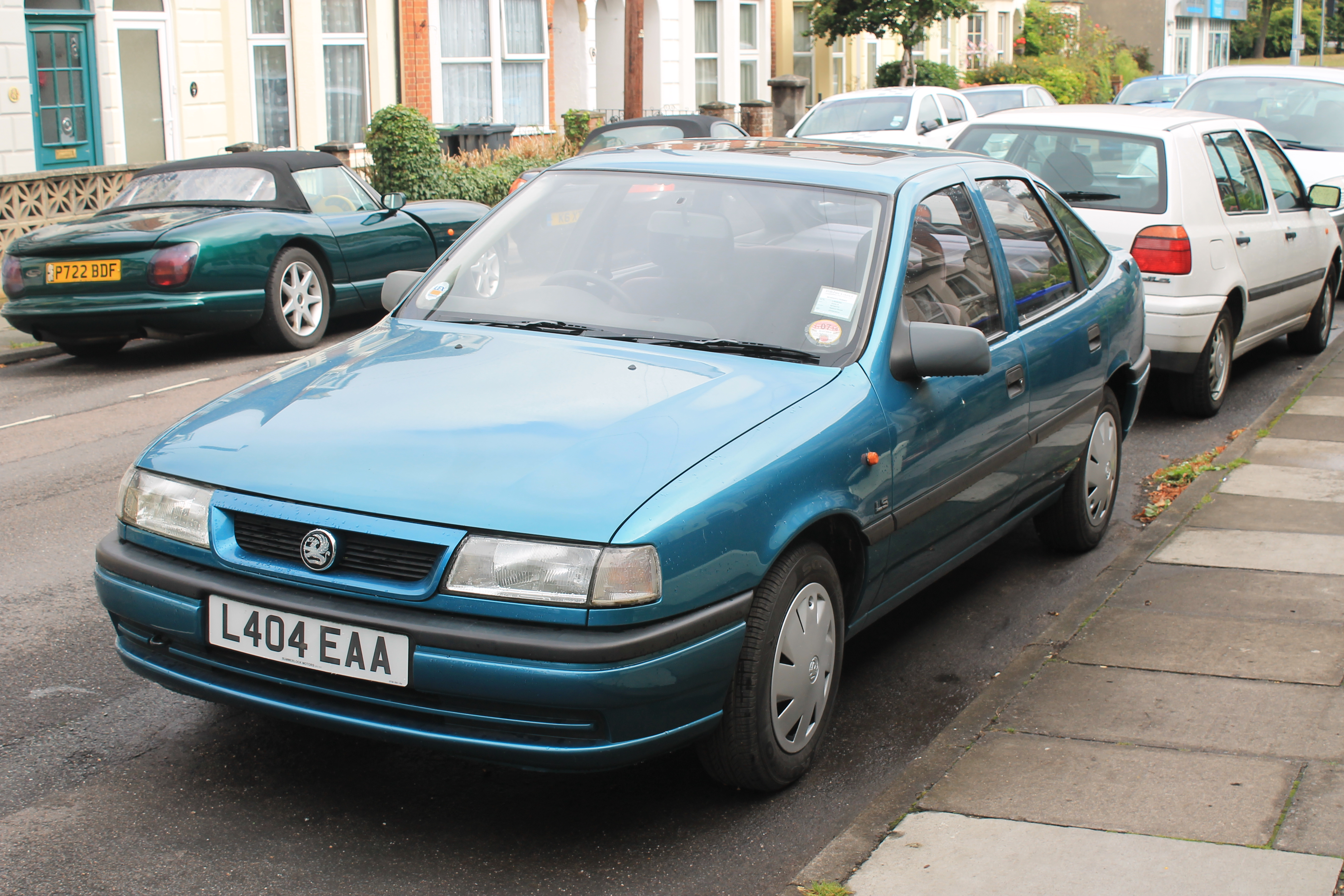
Vauxhall Cavalier II po liftingu

Vauxhall Cavalier III został zaprezentowany po raz pierwszy w 1988 roku.
Trzecia i zarazem ostatnia generacja Cavaliera po raz ostatni nosiła inną nazwę w stosunku do oferowanego w kontynentalnej Europie odpowiednika. Tym razem nie był nim już model Ascona, lecz Vectra.
Samochód utrzymano w nowocześniejszej estetyce, charakteryzującej się bardziej zaokrąglonym nadwoziem i mniej kanciastymi akcentami w karoserii. Gama nadwoziowa została znacznie okrojona - poza 4-drzwiowym sedanem, Cavalier trzeciej generacji dostępny był jeszcze wyłącznie jako 5-drzwiowy liftback.

### Lifting
W 1992 roku Vauxhall Cavalier trzeciej generacji, razem z Oplem Vectrą, przeszedł modernizację. Samochód zyskał lakierowane zderzaki, a także atrapę chłodnicy ze logo producenta umieszczonym na niej. Z tyłu pojawiły się z kolei bardziej wypukłe lampy.
Pod tą postacią Cavalier był produkowany do 1995 roku, po czym zastąpił go nowy model już o takiej samej nazwie, jak wariant Opla - Vectra.

### Silniki
- L4 1.6l
- L4 1.7l
- L4 1.8l
- L4 2.0l
- L4 2.2l
- V6 2.5l